# Doel

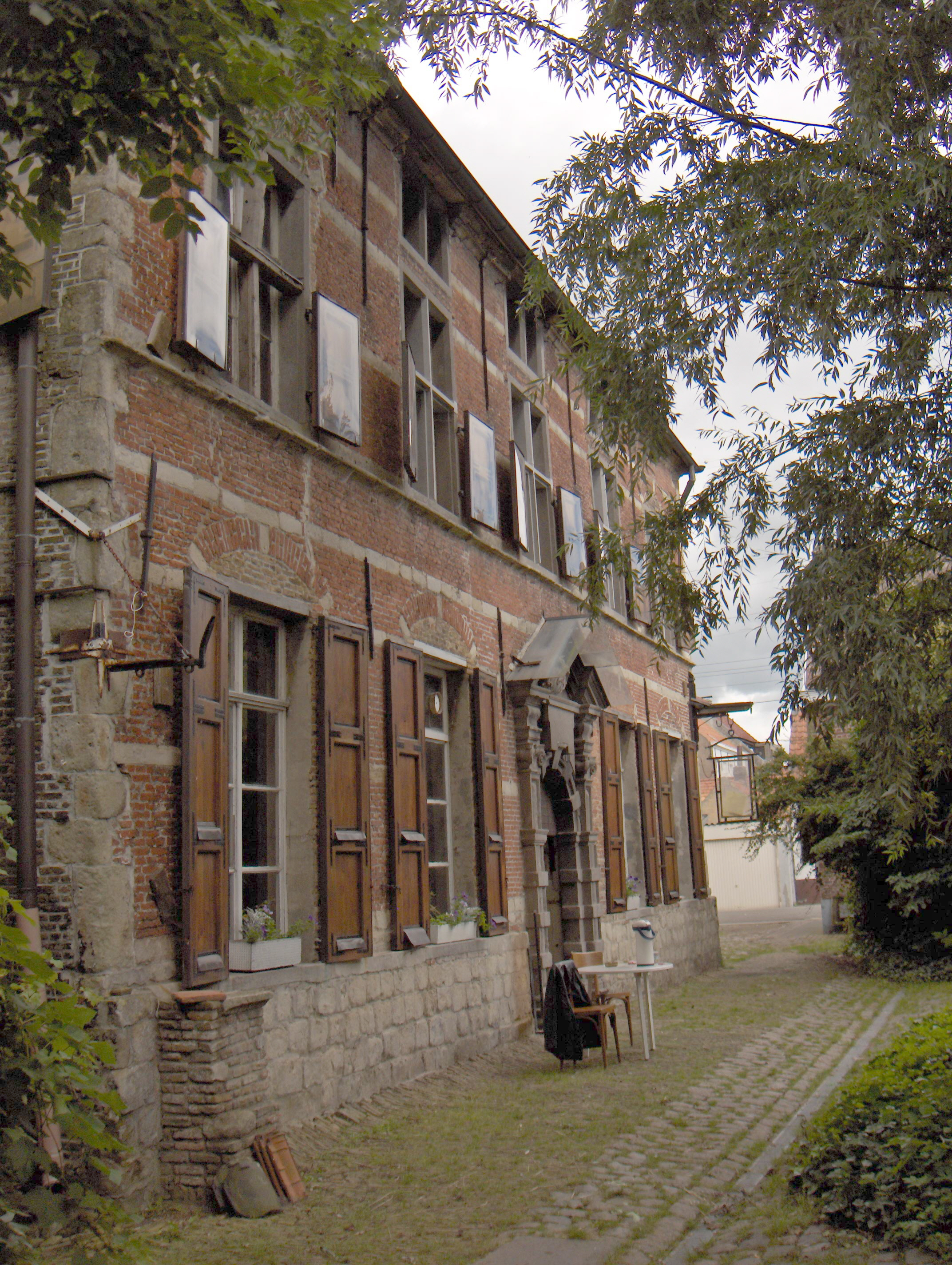
Hooghuis från 1613.

Doel är en ort i Belgien.   Den ligger i provinsen Östflandern och regionen Flandern, i den norra delen av landet, 50 km norr om huvudstaden Bryssel. Doel ligger 2 meter över havet och antalet invånare är 359.
Terrängen runt Doel är mycket platt. Runt Doel är det mycket tätbefolkat, med 1 819 invånare per kvadratkilometer.. Närmaste större samhälle är Antwerpen, 14,0 km sydost om Doel. 
Runt Doel är det i huvudsak tätbebyggt.